# Хомівщина
Хомі́вщина— село в Україні, у Золотоніському районі Черкаської області. Входить до складу Шрамківської сільської громади. Населення — 54 особи (на 2009 рік).

## Історія
Хутір Хомі́вщина був приписаний до Миколаївської церкви в Свічківці.
Хутір Хомівщина є на мапі 1812 року.
Село постраждало внаслідок геноциду українського народу, проведеного окупаційним урядом СРСР 1932-1933 та 1946-1947 роках.
Назва села походить від першопоселенця Хоми.